# Karen Kraft
Karen Kraft, född den 3 maj 1969 i San Mateo, Kalifornien, är en amerikansk roddare.
Hon tog OS-brons i tvåa utan styrman i samband med de olympiska roddtävlingarna 2000 i Sydney.